# Marcepania elongata
Marcepania elongata – gatunek chrząszcza z rodziny kusakowatych i podrodziny balinków. Endemit Borneo.

## Taksonomia
Gatunek ten opisany został po raz pierwszy w 2013 roku przez Pawła Jałoszyńskiego na łamach „Zootaxa”. Jako lokalizację typową wskazano Jalan Labuk, drogę z Sandakan w malezyjskim stanie Sabah. Epitet gatunkowy oznacza po łacinie „wydłużona”.

## Morfologia
Chrząszcz o ciele długości około 0,95 mm, wydłużonym i grzbietobrzusznie przypłaszczonym. Oskórek jest ciemnobrązowy, porośnięty żółtawymi szczecinkami.
Głowa ma punktowanie na czole i ciemieniu niewyróżnialne przy osiemdziesięciokrotnym powiększeniu. W tyle ciemienia znajduje się szczątkowo zaznaczony guzek pośrodkowy. U samca oczy są duże, silnie wypukłe, zbudowane z grubych fasetek, u samicy zaś zdrobniałe. Czułki mają silnie wydłużone trzonek i nóżkę, a człon ostatni nieznacznie dłuższy niż szerszy i na szczycie szeroko zaokrąglony.
Najszersze tuż przed środkiem, nieco tylko szersze niż dłuższe przedplecze ma drobne i płytkie punkty rozstawione na odległości mniej więcej równe średnicom. Boczne jego brzegi są na całej długości lekko i niemal równomiernie zaokrąglone, kąty tylne lekko rozwarte, a tylny brzeg wyraźnie dwufalisty po bokach i szeroko zaokrąglony pośrodku. Kształt przedplecza jest mniej poprzeczny niż u podobnej samczymi genitaliami M. krowka. Owalne pokrywy największą szerokość osiągają w okolicy przedniej ćwiartki, a punktowanie mają grube, wyraźnie większe i gęściej niż na przedpleczu rozmieszczone.
Osiągający 0,1 mm długości edeagus ma płat środkowy w widoku bocznym zwężający się od środka długości do ściętego wierzchołka.

## Rozprzestrzenienie
Owad orientalny, endemiczny dla Borneo, znany tylko z lokalizacji typowej w malezyjskiej jego części.